# Demain, je brûle
Pour plus de détails, voir Fiche technique et Distribution.
Demain, je brûle (arabe : غدوة نحرق) est un film tunisien réalisé en 1998 par Mohamed Ben Smaïl (ar).

## Synopsis
Un Tunisien de quarante ans, le visage émacié et la silhouette frêle débarque de Paris. Il est mal à l'aise et comme traqué par un mal indicible. Si elle le plonge d'emblée dans l'univers dont il est en quête, sa première rencontre avec un ami d'enfance ne l'arrache pas à sa lassitude. Le chauffeur de taxi l'emmène jusqu'à la ville dont ils sont tous deux originaires : La Goulette. Arrivé dans sa famille à l'improviste, il est reçu chaleureusement. Mais le bonheur des retrouvailles est atténué par l'inquiétude que sa faiblesse physique apparente suscite chez son entourage. Ne voulant pas s'attarder ni créer la compassion, Lotfi part à la recherche des points de repère qui ont marqué son enfance et sa jeunesse : visages, lieux, bruits et lumières. 
En quarante huit heures, son errance le mènera de La Goulette à Radès, s'accomplira de jour comme de nuit, évoquera d'autres lieux, drainera son lot de rencontres essentielles ou fortuites et de personnages simples ou sophistiqués qui, en se confiant à Lotfi, dévoileront ce qui bruit à l'intérieur de cet homme aujourd'hui résigné au silence.

## Fiche technique
- Titre original : Ghodoua Nahrek
- Titre français : Demain, je brûle
- Réalisation : Mohamed Ben Smaïl (ar)
- Scénario : Mohamed Ben Smaïl, Millie Maruani et Laurent de Bonnerive
- Photographie : Youssef Ben Youssef
- Décors : Mohsen Raïs
- Costumes : Magdalena Garcia Caniz
- Son : Héchmi Joulak
- Mixage : Éric Tisserand
- Montage : Karim Hammouda
- Producteurs : Dora Bouchoucha, Ibrahim Letaïef et Joseph Gaye Ramaka
- Format : couleur (35 mm)
- Genre : drame
- Montage : Karim Hammouda
Yves Compte
- Production : Dora Bouchoucha, Ibrahim Letaïef et Joseph Gaye Ramaka
- Pays :  Tunisie
- Langue : arabe - français
- Date de sortie : 
  -  France : 1er mars 2000

## Distribution
- Nejib Belkadhi : Lyes
- Mohamed Ben Smaïl (ar) : Lotfi
- Jalila Borhane : Souad
- Amel Hedhili : Fatima
- Slah Msadek : Hédi
- Youssef Rekik : Vieil ami de Hassen
- Samia Rhaiem : Patronne
- Leila Chebbi : Khedija
- Sihem Msadek : Hallouma
- Mohamed Ben Becher : Nejib
- Jannette Ounissi : Monia
- Mohamed Chkondali : M'hamed